# Patiño (Murcia)
Patiño es una población perteneciente a la pedanía de San Benito, en el municipio de Murcia, en la Región de Murcia (España).

## Geografía física
Tiene una extensión de 1,86 km², situado en la zona de sur de la huerta, sirviéndole de eje la antigua carretera de la Fuensanta, que comunicaba Murcia con el Santuario de la Fuensanta, situado en la sierra de Algezares.
Con el paso de los años, el crecimiento de la ciudad hacia el sur y la construcción y edificación de Ronda Sur ha convertido a Patiño en un barrio periférico, por lo que el número de habitantes se ha visto incrementado considerablemente. En los años 90, esta pedanía solo contaba con las viviendas que seguían a ambos lados la carretera de la Fuensanta. Ya en el año 2000 y posteriores se construyeron numerosas viviendas en Ronda Sur. Una parte de la misma pertenece a esta pedanía murciana.
Limita con:
- al norte: los barrios de Murcia de San Pío X y Santiago el Mayor.
- al este: Barrio del Progreso
- al sur: Santo Ángel
- al oeste: Aljucer

## Demografía
Contaba con una población con 7.987 habitantes en 2020.

## Cultura

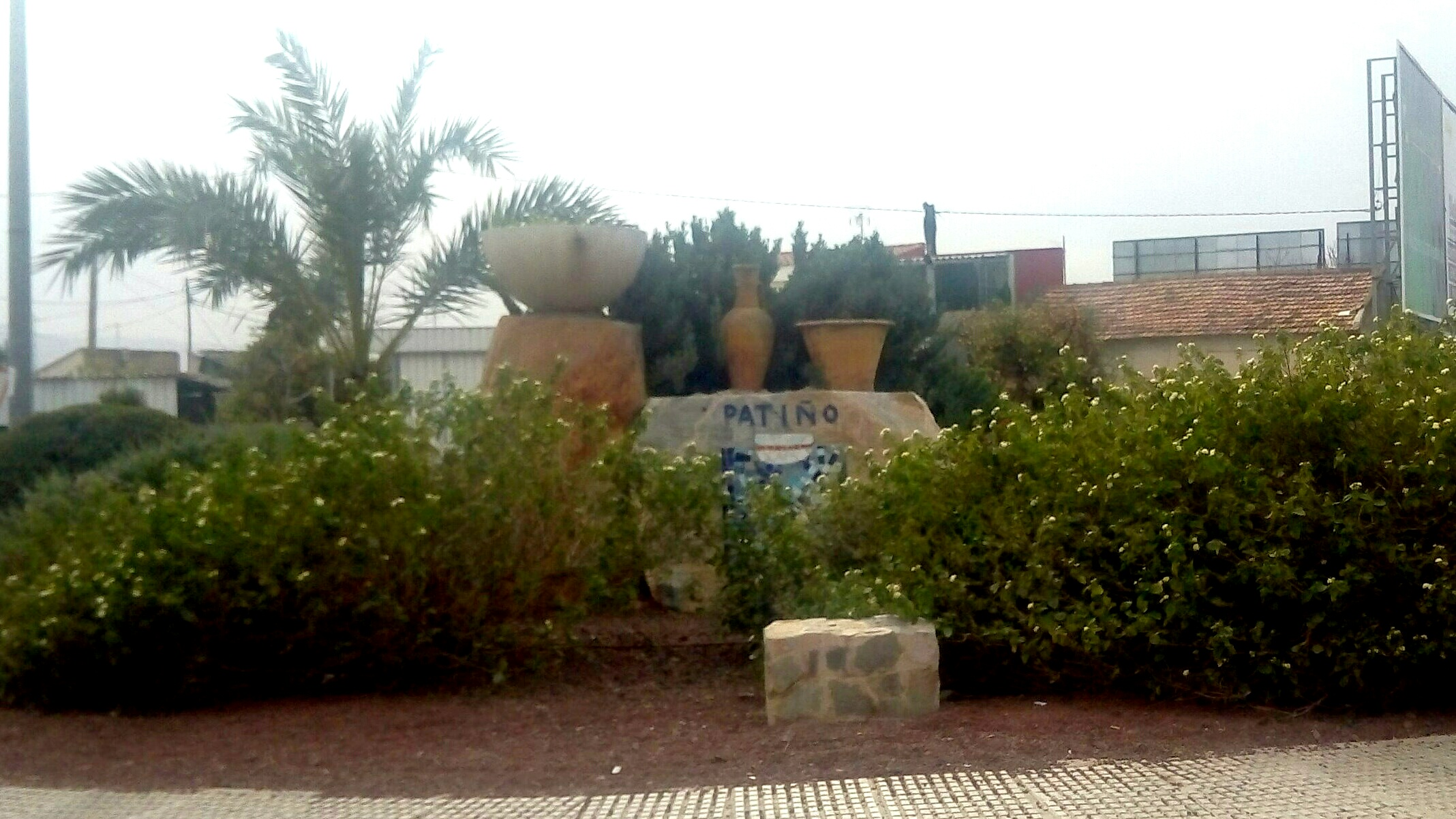
Monumento a la entrada de la pedanía murciana de Patiño

### Tradición y folclore
Es conocida en la Región de Murcia por su tradición folclórica y sus fiestas. Conserva desde tiempo inmemorial las tradiciones más genuinamente huertanas, la Hermandad de las Benditas ánimas de Patiño. La Histórica Cuadrilla de Patiño. Esta hermandad, cuenta además con una Campana de Auroros denominada Ntra. Sra. del Carmen que conserva intacto el ritual auroro de la Huerta de Murcia.. (despiertas, misas de gozo, carreras de aguilandos.....) Esta Cuadrilla organiza en el mes de enero  el Auto de Reyes magos, de los últimos que quedan en la Huerta y el Festival de Folk "Folkpelotas" al que se acompañan con tertulias de tema tradicional, charlas, fiestas de baile suelto, trovos.. etc..
Entre las fiestas de esta pedanía, destaca El encuentro de cuadrillas.
La primera edición de este encuentro fue en 1989, impulsada por Manuel Cárceles Caballero, en el primer encuentro de cuadrillas de la Peña Hijuela
Manuel Cárceles ''El Patiñero'', patrón del aquel primer Encuentro de Cuadrillas de la peña huertana La Hijuela, consiguió el 8 de enero de 1989 llevar a cabo este encuentro que acabaría convirtiéndose en el Encuentro de Cuadrillas más popular del municipio. En esta celebración que comienza por la mañana a tempranas horas, con un desayuno para los participantes de churros con chocolate, se realiza posteriormente una misa, y se escuchan trovos, donde destacaba Manuel Cárceles, acompañados de música.

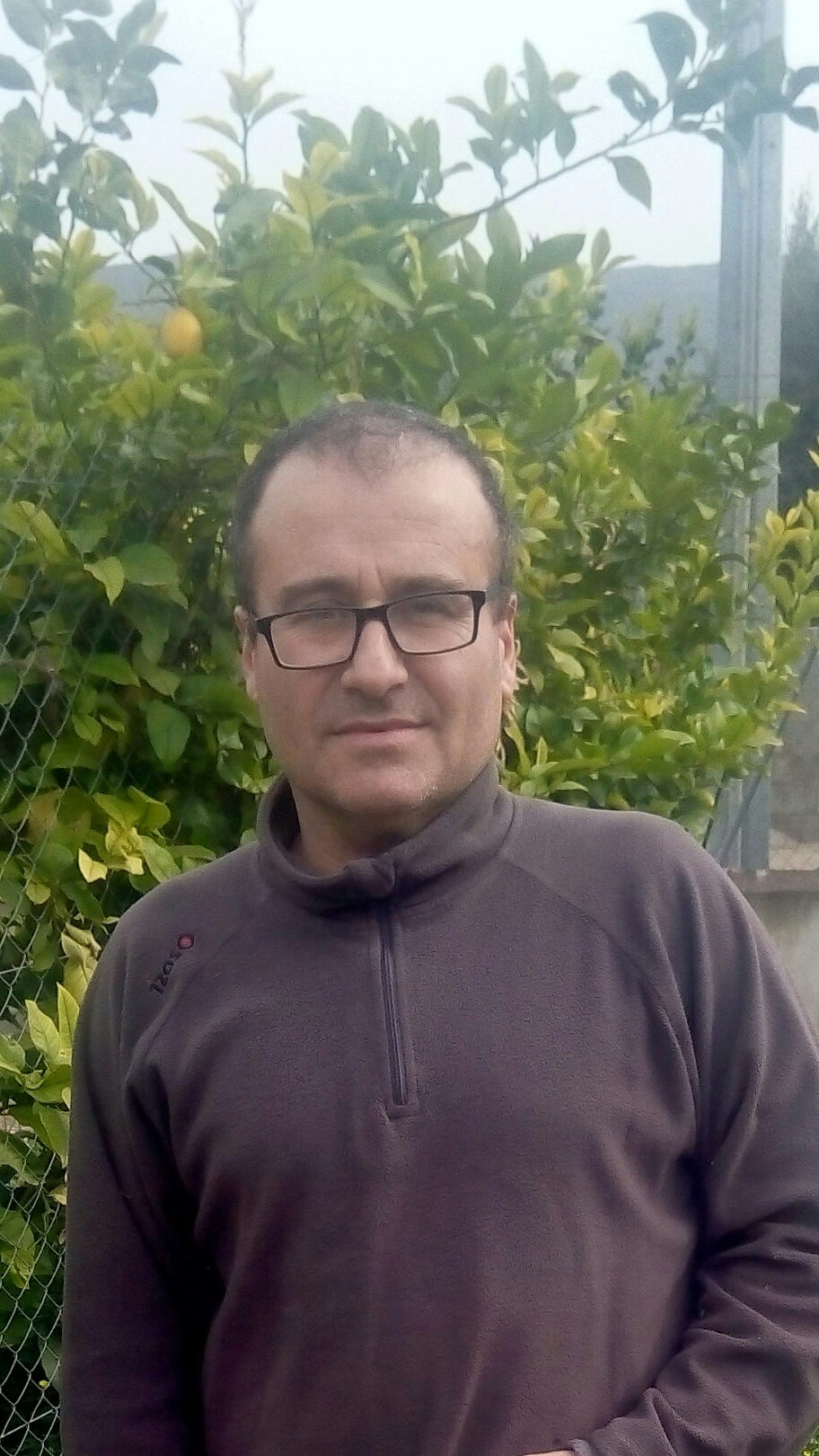
Imagen del trovero "Patiñero II"

- Los trovos son una tradición que aún sigue vigente en la que en las celebraciones tiene cabida a día de hoy cuyo máximo exponente fue Manuel Cárceles (El Patiñero) y dicha labor se sigue promoviendo en su ausencia a través de su alumno, el  troveros Francisco Javier Nicolás (El Patiñero II o también conocido como El Floristero), como decímos, trovero, aguilandero, guía del aguilando, director del Auto de Reyes, Director del festival "Folkpelotas". Además la fiesta, desde su fallecimiento, se realiza en su memoria.

Uno de los acontecimientos más señalados de la fiesta es el caldo con pelotas. En el año 2016, en la tradicional fiesta de las pelotas se amasaron entre 150 y 180 mil albóndigas y se estima que cada año irá a más. Participan cantidad de habitantes de la pedanía en su elaboración y se reparten a todo aquel que quiera probarlas, en un homenaje gastronómico para el que acuden personas de diversas partes de Murcia.
Desde 2014, también existe en la localidad huertana de Patiño la ASOCIACIÓN ETNOGRAFICA "LA HIJUELA", recibiendo el nombre en honor al último taller de este arte eminentemente murciano como es La hijuela, que estuvo ubicado precisamente en nuestra localidad. Esta asociación, entre otras cosas, se dedica a cuidar y difundir la indumentaria, la música y el baila tradicional de la Huerta de Murcia.